# 스기하라역
스기하라역(일본어: 杉原駅)은 일본 기후현 히다시에 있는 도카이 여객철도 다카야마 본선의 역이다. 기후 현과 도카이 여객철도 관할의 역으로는 최북단에 있으며, 상대식 승강장 2면 2선의 구조를 지닌 열차교환이 가능한 지상역이다.

## 타는 곳
| 1 | ■ 다카야마 본선 | 하행 | 도야마 방면          |
| 2 | ■ 다카야마 본선 | 상행 | 다카야마 · 게로 방면 |

## 역 주변
- 국도 제360호선
- 시로키가미네 스키장

## 인접 정차역
| 도카이 여객철도 다카야마 본선 | 도카이 여객철도 다카야마 본선 | 도카이 여객철도 다카야마 본선 |
| ----------------------------- | ----------------------------- | ----------------------------- |
| 우쓰보 기후 방면              | ■ 다카야마 본선               | 이노타니 이노타니 방면        |